# 大場規勝
大場 規勝（おおば のりよし、本名、1963年2月20日 - ）は東京都出身のゲームプランナー、ディレクター、プロデューサー。1987年セガ・エンタープライゼスに入社し、プランナーとして、セガのコンシューマゲームソフトウェアの開発に従事。数々の名作を生み出す。第2CS研究開発部、第7ソフト研究開発部部長をつとめ、2000年に同社子会社のオーバーワークス社長に就任。2004年インターチャネル取締役、2007年ガンホー・ワークス社長を経て、2010年、プレミアムエージェンシーの取締役に就任。
代表作は『ザ・スーパー忍 シリーズ』、『プロサッカークラブをつくろう!』『サクラ大戦シリーズ』など。

## 来歴

### セガ時代
1987年、早稲田大学商学部卒業後、プランナーとしてセガ・エンタープライゼスに入社。入社後、セガ・マークIII(以下ＭＫⅢ)、メガドライブ（以下MD）向けのソフト開発に従事し、『ザ・スーパー忍 シリーズ』、『ベアナックル シリーズ』を担当。さらに1994年に発売された家庭用ゲーム機セガサターン（以下SS）のソフト開発に取り組み『プロサッカークラブをつくろう!』といった、その後長期にわたりシリーズ化される大型タイトルを担当した部署の部長をしていた。
オンラインで対戦ゲームを行う文化が日本国内ではほとんどなかった1990年代後半から、インターネットを利用したゲームソフトの開発にも積極的に取り組んでおり、アーケードで人気を博しSSに移植された『セガラリーチャンピオンシップ』に通信対戦機能をつけた改訂版『セガラリーチャンピオンシップ・プラス』やオンラインでのゲームプレイを基本に設計された『あつまれ!ぐるぐる温泉』などを手掛けている。『あつまれ!ぐるぐる温泉』は当時としては珍しく、アバターを作成しネット上で様々なテーブルゲームなどを遊ぶ、いわゆるオンラインカジュアルゲームの体をとっており、後にPlayStation 2版、PC版にも移植されることになる。こうしたネットワークゲーム開発の中で森下一喜(後のガンホー・オンライン・エンターテイメント代表取締役社長)と出会い、後のガンホー・ワークス移籍のきっかけとなった。

#### ‐サクラ大戦の開発‐
1996年にSS向けアドベンチャーゲーム『サクラ大戦』を制作する。企画立ち上げからの参加ではなく、開発が難航していた状態から引き継いだ形で担当した。 見事に立て直して完成に漕ぎ着けた手腕は、総合プロデューサーである広井王子に「あの時の大場さんは救世主だった」と言わしめたほど。
『サクラ大戦』は記録的なヒットを飛ばし、1996年のCESA大賞ではみごと大賞を受賞。以後4本のナンバリングタイトル他、音楽CD、アニメ、劇場公演などマルチメディアに展開される大型シリーズとなった。株式会社オーバーワークスへ移籍（後述）して以降もエグゼクティブ・プロデューサーとしてシリーズタイトルの制作を行う。同ゲームシリーズのアニメ作品『サクラ大戦TV』では監修を、OVA『エコール・ド・巴里』『ル・ヌヴォー・巴里』ではエグゼクティブ・プロデューサーを、株式会社レッドカンパニー（後のレッド・エンタテインメント）の名越康晃とともに務めるなど、ゲーム以外のメディア作品の制作にも精力的に取り組んだ。

### オーバーワークス時代
2000年、セガの第2CS研究開発部を前身とする第7ソフト研究開発部が独立して設立されたセガ開発子会社オーバーワークスに代表取締役社長として就任。セガ時代から引き続き『サクラ大戦シリーズ』を手掛ける。
同、2000年ドリームキャスト(以下DC)用ロールプレイングゲーム『エターナルアルカディア』（洋題：en:Skies of Arcadia）を制作。同作は海外で非常に高い評価を受け、後にニンテンドー ゲームキューブ（以下GC）への移植も行われている。
2002年には1989年発売の『ザ・スーパー忍』から続くセガの忍者アクションゲーム最新作『Shinobi』を制作、さらに2004年、続編である『kunoichi』を制作した。

### インターチャネル～ライトウェイト時代
2004年、開発子会社がセガへ再吸収された際、セガを退社しインデックスに入社。同年インデックスが子会社化したエンタテインメントコンテンツソフトウェア会社インターチャネル（当時）に取締役、エンターテイメント事業部長として就任、数々のPCゲームの家庭用ゲーム機移植を手掛ける。2006年にはライトウェイト代表取締役会長を兼務する。

### ガンホー・ワークス時代
ガンホー・オンライン・エンターテイメントが、新たにガンホー・ワークス株式会社を設立すると同時に、同社代表取締役に就任する。
2008年、親会社であるガンホー・オンライン・エンターテイメントが有する人気オンラインMMORPG『ラグナロクオンライン』のニンテンドーDS（以下DS）版を手掛ける。同ゲームは2002年より国内サービスが開始され、既に7年もの時間をかけてボリュームアップがなされており、開発は困難を極めた。PC版の初代プロデューサーでもあった森下一喜の協力も得ながら、ゲームバランスや無線通信での協力プレーシステムを作り上げていったという。
その後、大ヒット書籍『自分の説明書』シリーズのDS版『みんなで自分の説明書』などの作品を手掛けている。

### プレミアムエージェンシー時代
2010年2月より、ゲーム、映像などマルチメディアコンテンツ開発を手掛けるプレミアムエージェンシーの取締役兼、CCO(チーフクリエイティブオフィサー)に就任している。

## 職歴
- 1987年04月 - （株）セガ・エンタープライゼス　入社
- 2000年07月 - （株）セガの子会社である（株）オーバーワークス　代表取締役社長
- 2004年11月 - （株）セガ　退職
- 2004年11月 - （株）インターチャネル　取締役　エンターテイメント事業部長
- 2006年06月 - （株）ライトウェイト　代表取締役　会長（兼務）
- 2007年11月 - ガンホー・ワークス（株）代表取締役　就任
- 2010年02月 - （株）プレミアムエージェンシー　取締役兼CCO(チーフクリエイティブオフィサー)　就任
- 2015年06月 - MOEROW（株）　取締役　就任

## 主な作品

### ゲーム
企画原案・ディレクション・プロデュース作品の一部
セガ
- 1988年01月 - MKIII スーパーワンダーボーイ モンスターワールド
- 1989年12月 - MD ザ・スーパー忍
- 1991年08月 - MD ベアナックル 怒りの鉄拳
- 1993年01月 - MD ベアナックルII 死闘への鎮魂歌
- 1993年07月 - MD ザ・スーパー忍II
- 1994年03月 - MD ベアナックルIII
- 1994年12月 - SS クロックワークナイト 〜ペパルーチョの大冒険・上巻〜
- 1995年07月 - SS リグロードサーガ
- 1995年09月 - SS ワールドアドバンスド大戦略 〜鋼鉄の戦風〜
- 1996年02月 - SS プロサッカークラブをつくろう!
- 1996年09月 - SS サクラ大戦
- 1997年01月 - SS デイトナUSA サーキットエディション
- 1997年03月 - SS ADVANCED WORLD WAR 〜千年帝国の興亡〜
- 1997年11月 - SS Jリーグ プロサッカークラブをつくろう!2
- 1998年04月 - SS サクラ大戦2　～君、死にたもうことなかれ～
- 1999年09月 - DC あつまれ!ぐるぐる温泉
- 2000年10月 - DC エターナルアルカディア
- 2001年03月 - DC サクラ大戦3 ～巴里は燃えているか～
- 2002年03月 - DC サクラ大戦4 ～恋せよ乙女～
- 2002年12月 - PS2 Shinobi -忍-
- 2002年12月 - GC エターナルアルカディア レジェンド
- 2003年12月 - PS2 Kunoichi -忍-
- 2003年07月 - AMメダル ドラゴントレジャー
- 2004年02月 - GBA リリパット王国 〜リリモニといっしょプニ！〜
- 2004年07月 - AMメダル ドラゴントレジャー2
- 2004年09月 - PS2 どろろ
- 2004年09月 - PS2 サクラ大戦V EPISODE 0〜荒野のサムライ娘〜
- 2005年01月 - AMビデオ 三国志大戦（立ち上げ）
- 2005年04月 - PS2 サクラ大戦V 〜さらば愛しき人よ〜（立ち上げ）

インターチャネル
- 2006年07月 - AMキッズ キラキラアイドル・リカちゃん 〜リカちゃんとアイドルしちゃおう〜

ガンホー・ワークス
- 2008年12月 - DS ラグナロクオンラインDS
- 2008年12月 – DS みんなで自分の説明書 〜B型、A型、AB型、O型〜

### 携帯
－セガ－
- 2001年12月 - i-mode/SB サクラ大戦ケイタイクラブ
- 2002年03月 - SB ポケットワークス
- 2002年07月 - SB 欧州サッカーへの道（旧・カルチョメルカート）

－インターチャネル－
- 2005年05月 - i-mode/SB ＠インターチャネル

### 映像作品
- 2000年04月 ～ - TV：サクラ大戦テレビアニメ『サクラ大戦TV』全25話
- 2003年03月 ～ - OVA：サクラ大戦OVA第3期　『エコール・ド・巴里』　全3巻
- 2004年10月 ～ - OVA：サクラ大戦OVA第4期　『ル・ヌヴォー・巴里』　全3巻

### ライトノベル
- 2015年1月 - たまふ! 多磨大学附属超能力科

### 公式サイト
- セガ - セガ公式サイト
- ガンホー・ワークス - ガンホー・ワークス公式サイト
- プレミアムエージェンシー - プレミアムエージェンシー公式サイト

### 記事・インタビュー
- 名作アルバム　Vol.9 「ザ・スーパー忍」ディレクター　大場 規勝
- サクラ大戦３エグゼクティブ・プロデューサー（株）オーバーワークス　大場 規勝（2001.3.19）
- 東京ゲームショウ2002　サクラ大戦ステージ（2002.9.22）
- Shinobi　韓国ソウルでの作品発表会（韓国語、2003.03.18）
- Kunoichi発売記念トークショー（2003.12.04）
- Vの秘話も聴けたサクラ大戦開発者トークショウ（ITmedia　2004.9.23）
- 個人間のコミュニケーションが消費行動に大きく影響を与える東京コンテンツマーケット（2005.10.26）
- サクラ大戦プロジェクト 新作発表会（サクラ大戦.com 2004.8.25）